# Elia I di Gerusalemme
Elia I (430 – 20 luglio 518) è stato il patriarca di Gerusalemme tra il 494 e il 516, fino alla sua deposizione da parte dell'imperatore bizantino Anastasio I Dicoro (r.  491–518) per il suo sostegno ai decreti del Concilio di Calcedonia.

## Biografia
Elia fu il primo patriarca di origine araba. Era discepolo dell'abate Eutimio. Fu eletto il 25 luglio 494. Si oppose ai monofisiti al sinodo di Sidone convocato nel 512, insieme a Flavio II di Antiochia. 
Come il suo predecessore, Sallustiano, dovette combattere i monaci monofisiti nella sua diocesi. Uno dei più attivi tra loro era un tale Severo, un monaco della Pisidia che aveva trascorso del tempo in un monastero palestinese. Egli, approfittando del sostegno dell'imperatore Anastasio I, riuscì a far deporre e bandire il patriarca di Antiochia Flaviano II e si proclamò patriarca. 
Severo cercò di convincere Elia a riconoscerlo, senza successo. Nel 516, Severo fece in modo che l'imperatore deponesse Elia e lo esiliasse  ad Aila, una città sulle rive del Mar Rosso. Elia non fu mai in grado di tornare a Gerusalemme e morì in esilio in Arabia il 20 luglio 518.

## Culto
La Chiesa cattolica lo venera come santo e lo commemora il 4 luglio.